# Basay
Basay es un municipio de Cuarta Clase de la provincia en Negros Occidental, Filipinas. De acuerdo con el censo del 2000, tiene una población de 21,366 en 4,220 hogares. 

## Barangays
Basay está políticamente subdividido en 10 barangays.
- Actin
- Bal-os
- Bongalonan
- Cabalayongan
- Cabatuanan
- Linantayan
- Maglinao
- Nagbo-alao
- Olandao
- Población